# チョコレートアイスクリーム
チョコレートアイスクリーム（英: chocolate ice cream）は、チョコレート風味のアイスクリームを指す。略してチョコアイスとも呼ばれる。

## 歴史
冷凍チョコレートのレシピは1693年、イタリア・ナポリで出版された『The Modern Steward』（著者・アントニオ・ラティーニ）内で初めて見られた。初めて冷凍された食品はホット・チョコレート、コーヒーやお茶などの一般的な飲み物だったことから、チョコレート味やコーヒー味はバニラ味よりも先に作られ、最初のアイスクリーム味となった。ホット・チョコレート、コーヒー、お茶はそろって17世紀にヨーロッパで人気な飲み物になり、冷凍菓子・非冷凍菓子を作るのに使われた。ラティーニはホット・チョコレートを使い、チョコレートと砂糖しか入っていない冷凍食品のレシピを制作した。1775年、イタリア人医者フィリッポ・バルディーニ（Filippo Baldini）は、自身の専門書『シャーベット』（原題: De sorbetti）でチョコアイスについて言及し、痛風や壊血病など様々な病気の治療に役立つとした。
アメリカ合衆国では、チョコアイスは19世紀後半に人気を博した。1777年5月12日、フィリップ・レンジ (Phillip Lenzi) が公式に「ほとんど毎日」アイスクリームが購入可能、とした広告を出したのが同国で初めて見られたアイスクリームの広告である。同国では1800年頃まで、アイスクリームはエリート層のみが食べることが出来た珍しく異国風なデザートだったが、断熱貯氷庫の発明でアイスクリーム製造はアメリカで大きな業界となった。

## 生産
一般的に、チョコアイスはココアパウダーとバニラアイスの作成に使われる卵、クリーム、バニラと砂糖を混ぜることで作られている。ときにはココアパウダーに加えてカカオマスも混ぜられることもある。チョコアイスの茶色い色はココアパウダーによるものであり、他の着色料がつけられるのは稀である。
国際食品規格ではチョコアイスの香料は2.0-2.5%の無脂肪なココアパウダーを含まなければいけなとされており、アメリカ合衆国の連邦規則集は、甘味料が追加される場合に備え「乳脂肪分と合計の乳固形分をココアパウダーの2.5倍減らすことを許可」している。
アメリカとカナダでは、入っている甘味料の量に関係なく、チョコアイスの最低脂肪含有量は8%に定められている。

## 購入

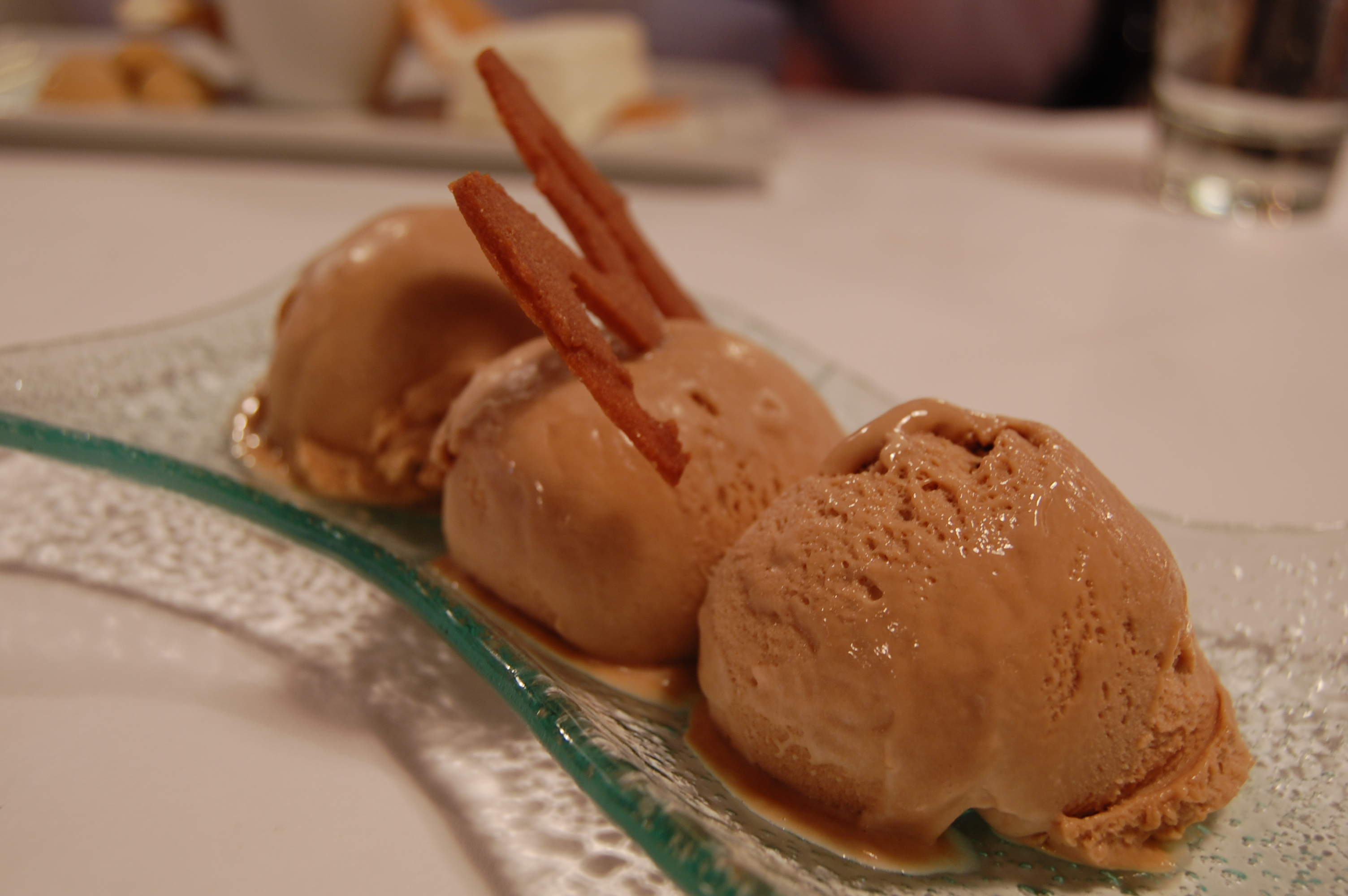
皿に置かれたチョコアイス

チョコアイスはレストラン、カフェ、ダイナー、スーパーマーケット、コンビニやグロサリー店など多くの場所で売られている。アイスクリーム・パーラーはアイスクリームの専門販売を行っている。2013年現在、チョコアイスはバニラアイスに続き、アメリカで2番目に人気なアイスクリーム味となっている。

## 他風味
チョコアイスは、他風味のアイスクリームを作る際の土台になることもある。また、チョコチップが入っているアイスクリームもある。